# Heinz Linge
Heinz Linge (ur. 23 marca 1913 w Bremie, zm. 9 marca 1980, tamże) – od 1939 kamerdyner Adolfa Hitlera (jako następca Karla Wilhelma Krausego), a także oficer SS, w randze Obersturmbannführera (podpułkownika). Uczestniczył w spaleniu zwłok Hitlera.

## Życiorys
Linge urodził się w Bremie. Przed przystąpieniem w 1932 do SS był zatrudniony jako murarz. Został wybrany przez Josefa Dietricha na jednego z ochroniarzy Hitlera. Pracował jako lokaj w Kancelarii Rzeszy w Berlinie, w rezydencji Hitlera na Obersalzbergu w pobliżu Berchtesgaden oraz Wilczym Szańcu w Rastenburgu. Do jego obowiązków należało codzienne obudzenie Hitlera o 11:00, a następnie utrzymanie zapasów, materiałów piśmiennych i okularów do czytania. Około godziny 14:30 podawał Hitlerowi lekkie śniadanie składające się z herbaty i herbatników, jabłka i potraw wegetariańskich. Kolację Hitler jadał w obecności tylko kilku osób.

## Po wojnie
Linge został aresztowany przez Armię Czerwoną. Był przesłuchiwany przez NKWD (później MWD) na temat okoliczności śmierci Hitlera w bunkrze. W 1955 został zwolniony z sowieckiej niewoli. Zmarł w Bremie w Niemczech Zachodnich w 1980. Jego wspomnienia, Byłem kamerdynerem Hitlera, zostały opublikowane w 1980 r.